# Mátyás Balogh
Mátyás Balogh, född 5 oktober 1999, är en ungersk bågskytt. Han deltog vid olympiska sommarspelen 2020.